# Wojna o sukcesję hiszpańską

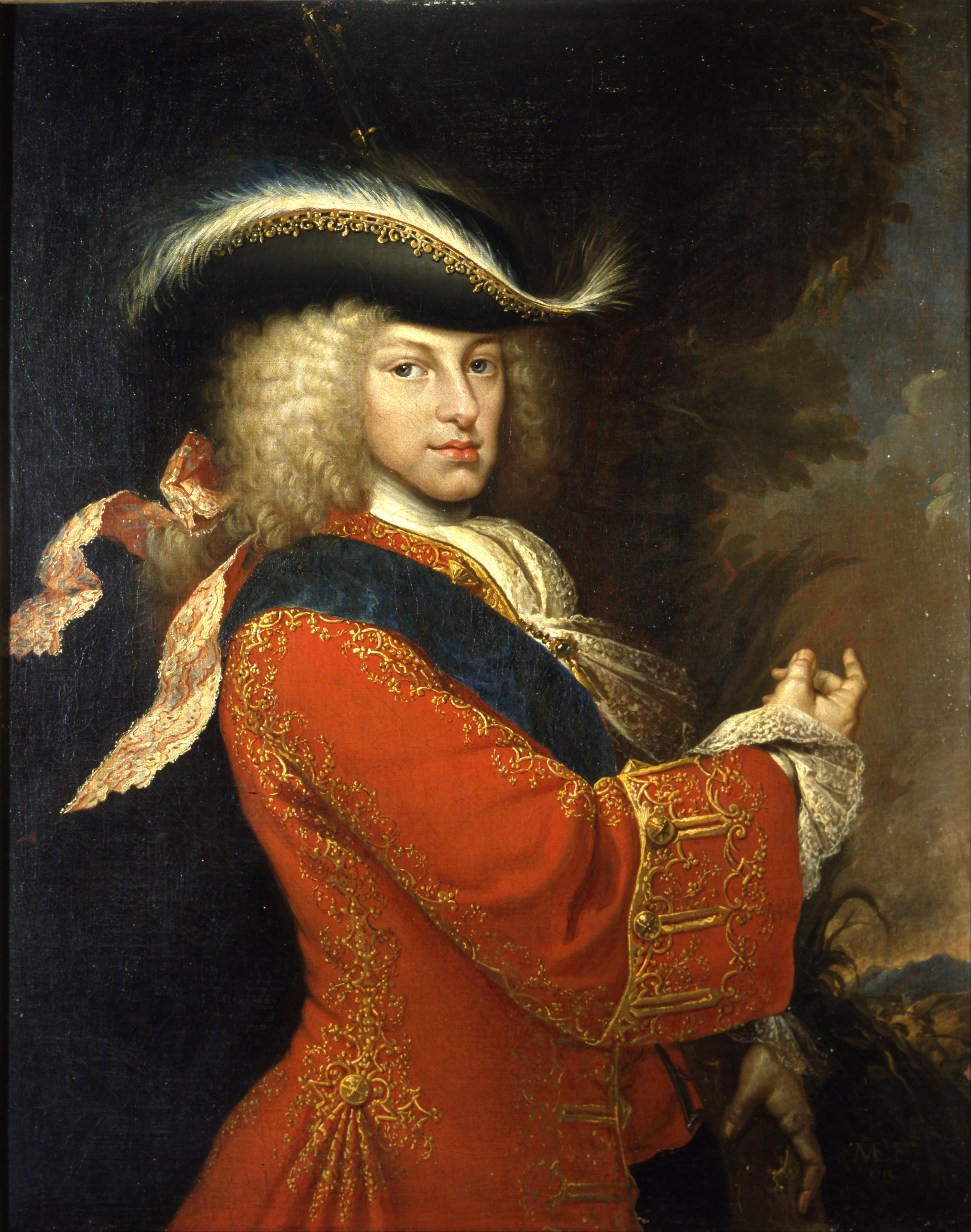
Ks. Filip Andegaweński – francuski pretendent do tronu

Wojna o sukcesję hiszpańską – prowadzona w latach 1701–1714 pomiędzy Wielką Brytanią, Holandią, Austrią i Sabaudią a Francją, Hiszpanią, Bawarią i Kolonią o władzę nad Hiszpanią i dominację w Europie. W jej wyniku następcą bezdzietnie zmarłego Karola II, ostatniego Habsburga na hiszpańskim tronie, został Filip V z dynastii Burbonów.

## Geneza
Po zawarciu pokoju w Rijswijk w 1697, kończącego długoletnią wojnę Francji z Ligą Augsburską, król Francji Ludwik XIV skupił się na negocjacjach z Wilhelmem III Orańskim i cesarzem rzymskim oraz arcyksięciem Austrii – Leopoldem I Habsburgiem. Negocjacje dotyczyły sprawy podziału Hiszpanii po spodziewanej bezpotomnej śmierci ostatniego Habsburga na tronie hiszpańskim – Karola II. Osobiste roszczenia do tronu zgłaszać mogli Ludwik XIV i cesarz Leopold I, będąc obaj wnukami króla Filipa III; świadomi byli jednak tego, że opanowanie przez jednego z nich tronu hiszpańskiego zachwiałoby równowagą sił w Europie i spowodowałoby reakcję innych mocarstw europejskich. Dlatego obydwaj władcy, rezygnując z ubiegania się osobiście o tron hiszpański, wysunęli kandydatury swych potomków. Ludwik XIV początkowo chciał uzyskać część posiadłości hiszpańskich dla swego syna, delfina Ludwika, później zaś starał się uzyskać całą Hiszpanię dla swego wnuka Filipa d’Anjou; cesarz Leopold I wysuwał kandydaturę swego młodszego syna, arcyksięcia Karola. Z racji pokrewieństwa z hiszpańskimi Habsburgami o tron hiszpański mógł się ubiegać też syn elektora Bawarii i wnuk Leopolda I – pięcioletni Józef Ferdynand, oraz inni książęta i władcy w Europie (Sabaudii, Portugalii). Przeważyły jednak kandydatury francuska i austriacka jako najpoważniejsze.
Od samego początku panowania Karola II w Hiszpanii (1665–1700) powstawały plany rozbioru jej posiadłości między Francję i austriackich Habsburgów, do których powrócono w 1698. Zaangażował się w nie król Anglii i stadhouder Holandii Wilhelm Orański; ostatecznie 11 października 1698 Ludwik XIV i Wilhelm Orański zawarli traktat, na mocy którego większą część dziedzictwa hiszpańskiego – samą Hiszpanię z jej koloniami i z Niderlandami Południowymi, otrzymać miał najsłabszy z pretendentów, Józef Ferdynand, syn elektora bawarskiego Maksymiliana II Emanuela. Austria miała przejąć Księstwo Mediolanu, a delfin Ludwik – Królestwo Neapolu, Sycylię, hiszpańskie posiadłości w Toskanii oraz prowincję Gipuzkoa na pograniczu francusko-hiszpańskim w Pirenejach. Traktat oprotestował jednak cesarz Leopold I, nadal forsujący kandydaturę swego syna Karola, a także sami Hiszpanie, absolutnie wykluczający podział swego państwa. Wobec tego Karol II sporządził testament, którym czynił Józefa Ferdynanda spadkobiercą wszystkich swoich posiadłości. Jednakże w lutym 1699 Józef Ferdynand zmarł, a mocarstwa europejskie ponownie zmuszone były przystąpić do negocjacji w kwestii przyszłości Hiszpanii.
W marcu 1700 r. Ludwik XIV zawarł z Wilhelmem Orańskim nowy układ, na mocy którego dziedzicem Hiszpanii z jej koloniami i z posiadłościami w Niderlandach miał zostać Karol Habsburg. Delfin Ludwik miał uzyskać Gipuzkoę i posiadłości hiszpańskie we Włoszech – przy czym Księstwo Mediolanu miał przekazać księciu Lotaryngii Leopoldowi, w zamian uzyskując od niego Lotaryngię. Traktat gwarantował też uniemożliwienie połączenia korony hiszpańskiej i austriackiej w ręku jednego monarchy z rodu Habsburgów. Jego ratyfikacji odmówił jednak Leopold I, zaś Hiszpanie nadal wykluczali podział ich państwa.
W tej sytuacji monarcha hiszpański uznał, że jedynie potęga Francji Ludwika XIV jest w stanie utrzymać całość jego imperium, i w swym ostatnim testamencie na dziedzica Hiszpanii ze wszystkimi jej posiadłościami wyznaczył wnuka Króla Słońce – Filipa d’Anjou. Karol II zmarł 1 listopada 1700 r., uznając, że wojna o sukcesję po nim jest i tak nie do uniknięcia. Ludwik XIV zdecydował mieć w niej po swojej stronie przynajmniej Hiszpanię. Przyjął więc testament Karola II, zezwalając na wyjazd wnuka do Madrytu, następnie wyparł garnizony holenderskie z twierdz Belgii zastępując je swoimi oraz zerwał pertraktacje w sprawie Hiszpanii. Przygotowując się do wojny, zezwolił na działania propagandowe pod hasłami takimi jak: „Cieszmy się – Pirenejów już nie ma”. Poskutkowało to zawarciem kolejnych przymierzy (najpierw pomiędzy Anglią i Holandią rządzonymi przez Wilhelma III Orańskiego, a następnie z cesarstwem i Brandenburgią, od 18 stycznia 1701 – Prusami) i utworzeniem tzw. Wielkiego Sojuszu (Grand Alliance) w celu wykluczenia Francji z udziału w sukcesji.

### Formowanie sojuszy

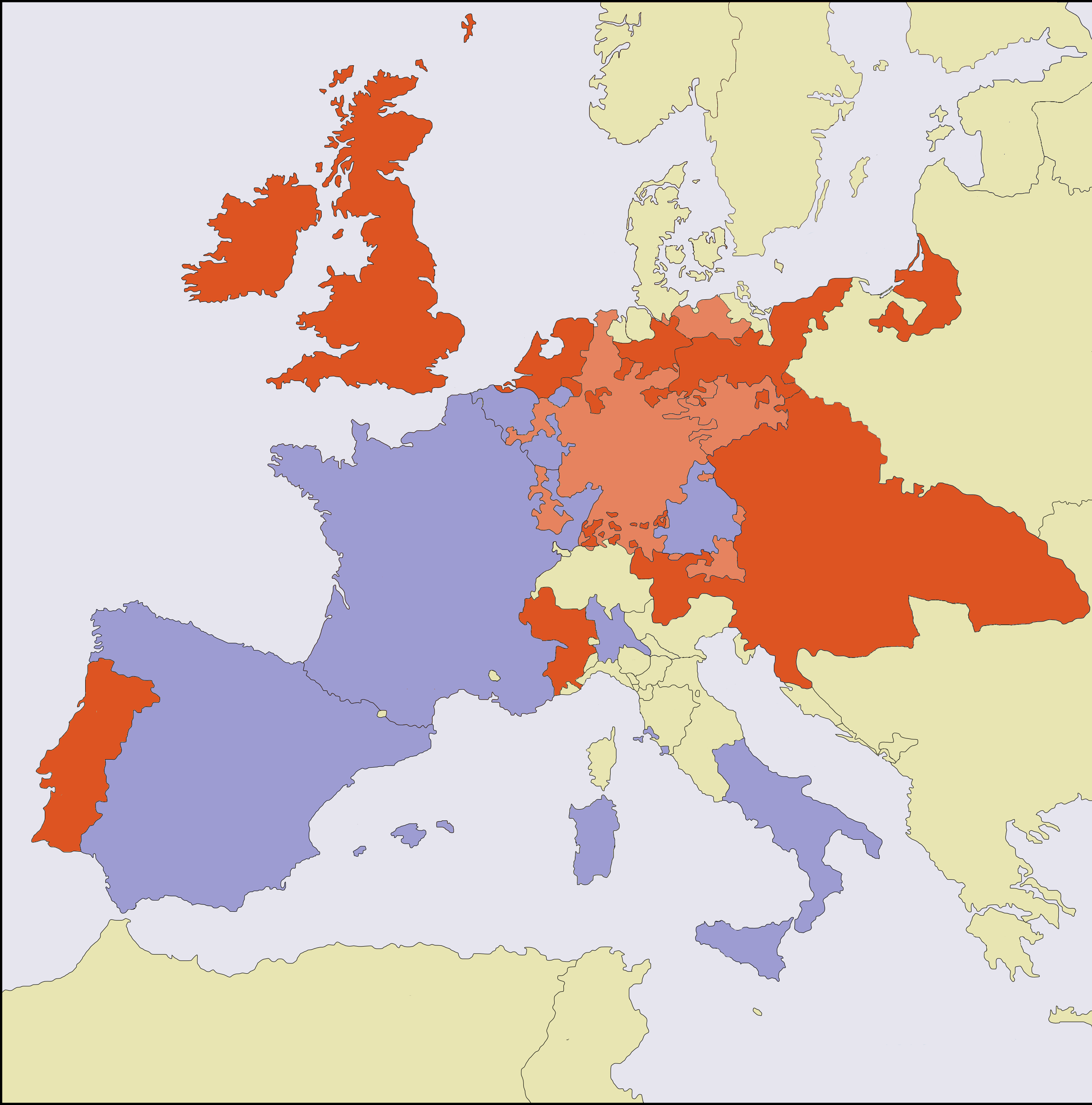
Uczestnicy wojny o sukcesję hiszpańską w roku 1703

Wielki konflikt europejski rozpoczął się w istocie jako zmagania Burbonów z Habsburgami, a próby jego uniknięcia rozbiły się o dwie najistotniejsze przyczyny: ostatnią wolę Karola II i o determinację dworu wiedeńskiego. Już na początku 1701 r. połączone wojska francusko-hiszpańsko-sabaudzkie, dowodzone przez Nicolasa de Catinat, wkroczyły do północnych Włoch, zajmując znaczny ich obszar aż po Adygę. W odpowiedzi wojska cesarskie pod wodzą księcia Eugeniusza Sabaudzkiego przekroczyły Alpy, podejmując działania wojenne. Francja wspierana była początkowo nie tylko przez sojusznika bawarskiego, lecz także przez Portugalię i Wiktora Amadeusza – władcę Sabaudii-Piemontu, dostrzegającego w rywalizacji mocarstw okazję do poszerzenia swych wpływów w północnych Włoszech. Portugalia Piotra II – poszukująca w odwecie zdobyczy terytorialnych kosztem Hiszpanii po wyzwoleniu się spod jej dominacji – wprawdzie w czerwcu 1701 podpisała z Francją układ, zobowiązując się bronić sprawy Burbonów, wypowiedziała go jednak już w roku następnym, preferując związanie się z „państwami morskimi”.
Państwa morskie (Anglia i Holandia) podpisały z cesarzem w Hadze akt o celach wojny (1701). Ostatecznie skłoniło je do tego uznanie w Paryżu Jakuba III Stuarta prawowitym monarchą angielskim, co dodatkowo zaogniło relacje, doprowadzając do zerwania stosunków dyplomatycznych między Londynem i Paryżem. Ponadto nowe wybory w Anglii doprowadziły do zwycięstwa prowojennej partii wigów. Mimo przypadkowej śmierci Wilhelma III (1702), Anglia pod rządami królowej Anny oraz Holandia i Austria – uznając się za wspólnie zagrożone potęgą domu Burbonów – 15 maja 1702 oficjalnie wypowiedziały wojnę Hiszpanii i Francji.

## Przebieg wojny

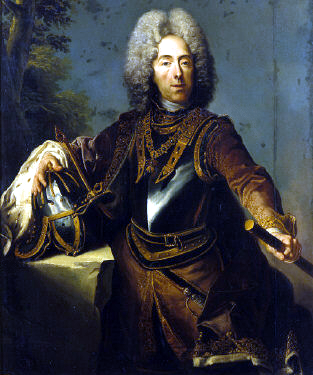
Ks. Eugeniusz Sabaudzki

Przewaga militarna w potencjale obu bloków wojennych od początku była po stronie koalicji antyfrancuskiej. Flota angielsko-holenderska (227 okrętów) dwukrotnie przewyższała liczebnie francuską, a cesarz dysponował liczną i dobrze wyekwipowaną armią, wypróbowaną w bojach z Turcją. Znaczne kontyngenty wojskowe zaoferowali książęta Rzeszy, król Danii – Fryderyk IV, oraz Anglia (50 tysięcy). Ponadto przeciwnicy Ludwika XIV dysponowali tak wybitnymi wodzami jak książę Eugeniusz Sabaudzki i książę Marlborough. Francja mogła przeciw aliantom wystawić 200 tysięcy żołnierzy, choć w szczytowym okresie wojny jej wojska osiągały liczebność 400 tys. ludzi. Miała też stworzony przez świetnych organizatorów (Colbert, Le Tellier, markiz de Louvois), sprawny i wzorcowy aparat wojskowy. Brakowało jej natomiast wybitnych dowódców; do jej sojuszników należały Bawaria, Sabaudia, Kolonia oraz Portugalia. W samej Hiszpanii władza była zdezorganizowana; dla jej utrzymania zdecydowano, by na okres wojny rządzić nią z Paryża.
W Lombardii armia francusko-hiszpańsko-sabaudzka nie była w stanie pokonać i wyprzeć za Alpy mniej licznych wojsk Eugeniusza Sabaudzkiego, ponosząc kolejne porażki pod Carpi, Chiari i Cremoną. Na północy wojska koalicji antyfrancuskiej w 1702 zdobyły Kaiserswerth i Liège, a w 1703 – Bonn, stolicę sprzymierzonego arcybiskupstwa Kolonii. Sytuację dla Ludwika XIV pogorszył w 1702 wybuch powstania tzw. kamizardów w Sewennach. Ujawniona już na początku wojny słabość Francji nie przeszkodziła Królowi Słońce planować ofensywy na Wiedeń wojskami bawarsko-francuskimi z terytorium Niemiec, w porozumieniu z węgierskimi powstańcami (kurucami) Franciszka II Rakoczego, który w maju 1703 wystąpił przeciw Habsburgom. Brak właściwej koordynacji uniemożliwił spełnienie tego zamiaru. Francuzi i Bawarczycy działali tylko ofensywnie w południowych Niemczech, wygrywając wprawdzie bitwy pod Friedlingen i Höchstädt an der Donau, lecz nie odnosząc decydującego zwycięstwa.

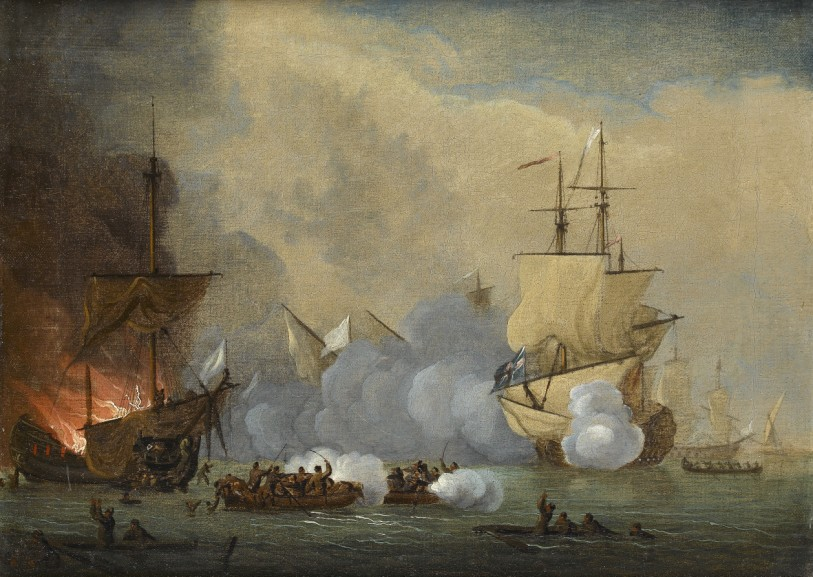
Największa bitwa morska wojny – pod Malagą (sierpień 1704)

Już wkrótce jednak ujawniło się wycieńczenie Francji licznymi wcześniejszymi konfliktami. Nawet w koloniach i na morzach ponosiła ona porażki, począwszy od bitwy morskiej koło kolumbijskiego przylądka Santa Marta (1702). Równocześnie odstąpiła Burbonów Portugalia (w zamian za kilka miast w Hiszpanii). Ta dotkliwa strata dawała sprzymierzonym zarazem stałą bazę na Półwyspie Iberyjskim do działań w Hiszpanii i (z terytorium portugalskiej Brazylii) w hiszpańskiej Ameryce Południowej oraz Środkowej. Za przykładem Portugalczyków poszła Sabaudia (w zamian za przyznaną jej część Lombardii).
W Bawarii nieustanne spory między marszałkiem de Villarsem a elektorem bawarskim Maksymilianem doprowadziły do rezygnacji Francuza z funkcji wodza; skierowano go do tłumienia powstania kamizardów, a w Niemczech zastąpił go Ferdynand de Marsin. W 1704 armie ks. Marlborough i Eugeniusza Sabaudzkiego wkrótce po połączeniu podjęły wielką ofensywę w Bawarii. 13 sierpnia wojska francusko-bawarskie poniosły klęskę w bitwie pod Blenheim; w rezultacie Bawaria znalazła się pod okupacją sprzymierzonych, a wojska francuskie zostały odrzucone za Ren. Sprzymierzeni jeszcze jesienią 1704 przekroczyli tę rzekę, zdobywając palatynackie Landau i Trewir. Kampania roku 1704 zdecydowała o biegu wydarzeń aż do końca wojny: Francuzów wyparto z terytoriów cesarstwa i dalsza ich strategia polegała na toczeniu walk na obszarach przygranicznych. Więcej powodzenia mieli we Włoszech, gdzie zajmowali część księstwa Sabaudii, choć bez Turynu.
W tym samym roku Anglicy odnieśli również sukces na Półwyspie Iberyjskim, zdobywając Gibraltar. Niekorzystnie dla Ludwika XIV rozwijała się też sytuacja w samej Hiszpanii. W 1705 Katalonia, Walencja i Murcja, niezadowolone z centralistycznych dążeń Filipa V i jego dziada, uznały Karola Habsburga swym królem jako Karola III; umożliwiło mu to wylądowanie w Katalonii i opanowanie Barcelony. Klęski skłoniły Paryż do rozmów pokojowych, odrzuconych jednak przez Holandię.

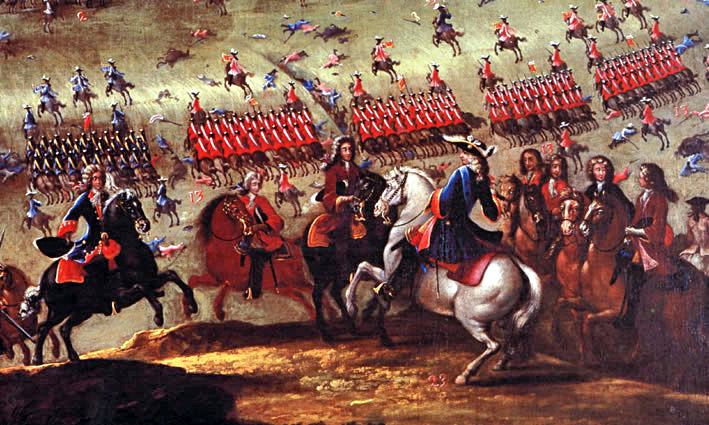
Bitwa pod Almansą

W 1706 książę Marlborough pokonał Francuzów w bitwie pod Ramillies i wyparł ich z Brabancji i Flandrii. W Hiszpanii w czerwcu 1706 koalicji udało się zdobyć Madryt; jednak Kastylijczycy pozostali wierni Filipowi i wzniecili powstanie, w wyniku którego wojska koalicji zostały wyparte z Madrytu. We Włoszech Francuzi bezskutecznie oblegali Turyn, jednakże 7 września 1706 ponieśli tam klęskę w bitwie, co zmusiło ich do wycofywania się z Sabaudii i Piemontu. Wojska francuskie utrzymywały jeszcze niektóre twierdze w Lombardii i Mantui, lecz odcięte od Francji nie mogły wytrwać w nich długo. Ostatecznie w marcu 1707 Francuzi opuścili północną Italię; w tym samym roku wojska cesarskie opanowały też południowe Włochy – królestwo Neapolu i Sycylię. Sprzymierzonym nie powiodła się natomiast próba zdobycia Tulonu.
W Hiszpanii wojska Burbonów pokonały armię koalicji pod Almansą, ograniczając władzę Karola Habsburga do Katalonii. W Niemczech marszałek de Villars przekroczył Ren w maju 1707 i do jesieni ściągał wielkie kontrybucje wojenne z obszaru południowo-zachodnich Niemiec; nie udało mu się jednak wyzwolić Bawarii, gdyż w lipcu zmuszony był odesłać część wojsk do atakowanej przez sprzymierzonych Prowansji. Wysuwane przez Francję propozycje zawarcia pokoju odrzucane były przez obydwa mocarstwa morskie (tj. Anglię – od 1707 Wielką Brytanię, i Holandię), zdecydowane kontynuować wojnę, której dla własnych zysków domagali się też finansiści na Wyspach Brytyjskich.

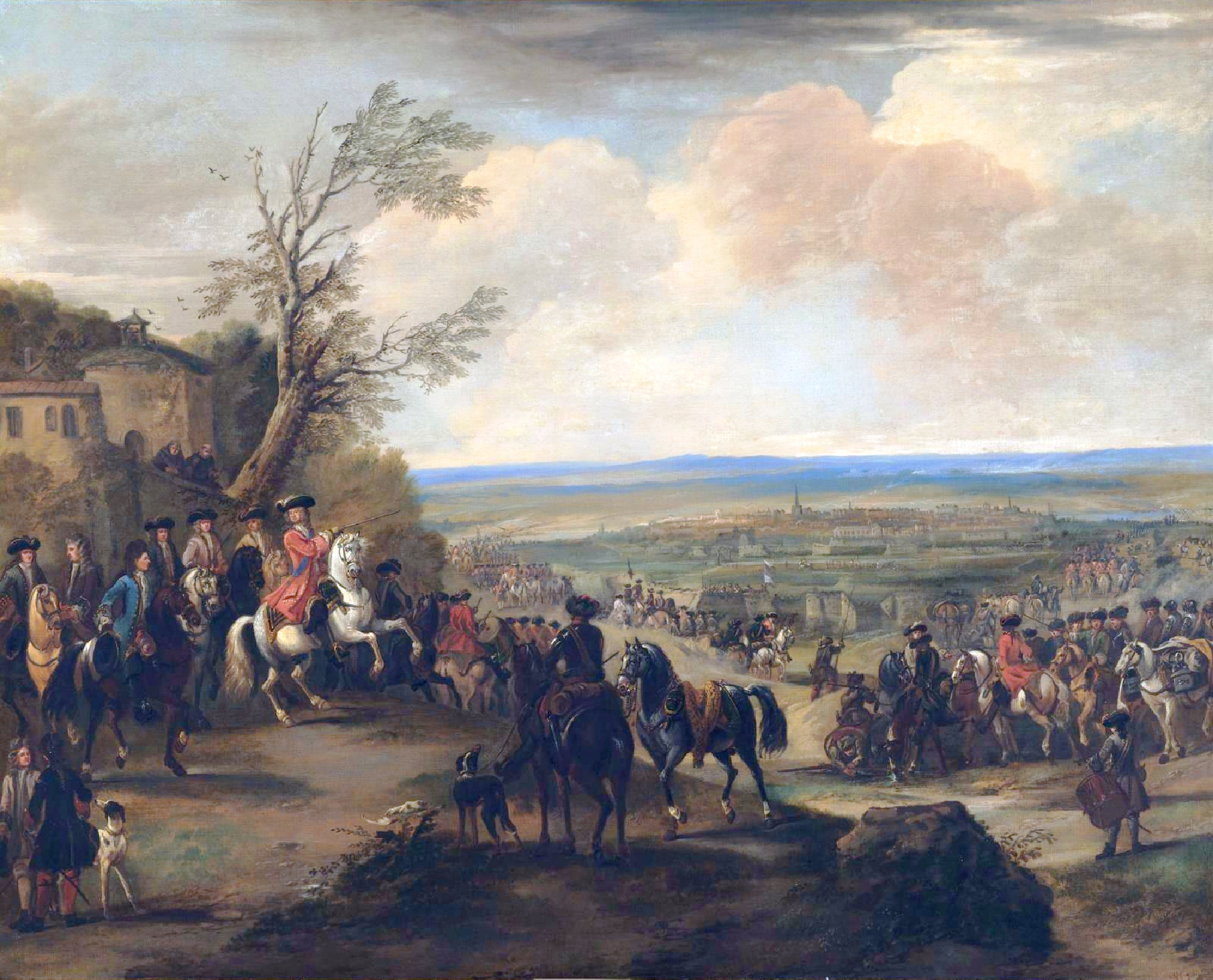
Książę Marlborough pod Oudenaarde

Sytuacja zmagającej się z koalicją Francji była tak krytyczna, że zmusiła francuskiego monarchę do sprzedania złotej zastawy stołowej na potrzeby wojny; dopiero transport złota z Ameryki w 1709 pozwolił na poprawę finansów i odtwarzanie armii. W 1708 Eugeniusz Sabaudzki i ks. Marlborough zadali jednak wojskom francuskim kolejny cios w bitwie pod Oudenaarde, a po zwycięstwie gen. Webba pod Wijnendaal wojska sprzymierzonych zdobyły Lille; książę Marlborough planował nawet marsz na Paryż. Z kolei flota antyfrancuskiej koalicji na Morzu Śródziemnym opanowała Sardynię i Minorkę. Mniejsze sukcesy jednak odnosili koalicjanci w atakach na Francję i opanowywaniu Hiszpanii: Austriacy chętniej angażowali swe wojska we Włoszech i zdecydowanie tłumiąc powstanie na Węgrzech, a siły sprzymierzonych również się wyczerpywały po latach zmagań. Dotkliwą klęskę ponieśli jednak pokonani pod Trenczynem powstańcy na Węgrzech, dla których cesarz w maju 1709 ogłosił amnestię.
Wskutek ciągłych klęsk i napięć wewnętrznych (pogłębionych jeszcze głodem i surową zimą), na początku 1709 Ludwik XIV kolejny raz zdecydował się podjąć rozmowy pokojowe, gotów oddać Habsburgom Hiszpanię z wszystkimi posiadłościami (oprócz królestw Neapolu i Sycylii, które starał się zachować dla Filipa), a nawet zrzec się niektórych terytoriów przyłączonych za jego panowania do Francji (m.in. Strasburga). Sprzymierzeni stawiali jednak warunek, by francuski monarcha sam usunął swego wnuka z Hiszpanii, na co Ludwik XIV nie mógł przystać. 11 września 1709 doszło do niezwykle krwawej bitwy pod Malplaquet; choć Francuzi pod dowództwem de Villarsa zostali zmuszeni ustąpić sprzymierzonym z pola, zadali im ciężkie straty, uniemożliwiając dalszą ofensywę na Paryż. W Hiszpanii we wrześniu 1710, w wyniku zwycięstwa pod Saragossą wojska koalicji powtórnie zdobyły Madryt, ale już w listopadzie zmuszone były go opuścić, a w grudniu dodatkowo zostały pokonane przez wojska hiszpańsko-francuskie w bitwach pod Brihuegą i pod Villaviciosą. Ponadto Kastylijczycy nienawidzący Katalończyków, Aragończyków, Portugalczyków oraz „heretyków” angielskich i holenderskich, podjęli tak skuteczne działania partyzantki (guerilli), że ostatecznie przepędzili stronników Habsburgów i przywrócili rządy Filipa V.

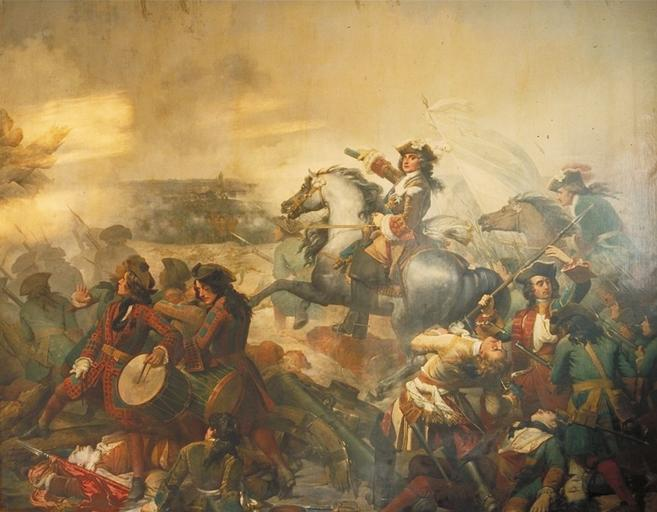
Marszałek de Villars pod Denain

Do zawarcia koniecznego dla Wersalu pokoju Ludwik XIV dążył za wszelką cenę, nie godząc się jedynie na czynne wystąpienie przeciw wnukowi na tronie hiszpańskim. Uratowała go zmiana stanowiska Wielkiej Brytanii, w której pod wrażeniem klęsk 1710 roku w Hiszpanii wzmogły się nastroje antywojenne, silne zwłaszcza wśród właścicieli ziemskich i w szeregach torysów. Wobec narastającego długu, sięgającego 50 milionów funtów, podburzano opinię publiczną (m.in. hasłami: „My zdobywamy miasta Niderlandów hiszpańskich, ale zagarnie je Holandia!”). Atmosfera ta ułatwiła torysom zwycięstwo w wyborach 1710. Latem 1712 armia cesarsko-holenderska pokonana została przez Francuzów pod Denain. Ostatecznie załamał się także zryw powstańczy na Węgrzech, gdy Rakoczy w styczniu 1711 schronił się w Polsce.

## Zakończenie
Francusko-brytyjskie rokowania pokojowe rozpoczęto w styczniu 1711, przyspieszono je jednak w wyniku śmierci cesarza Józefa I wiosną tegoż roku. Arcyksiążę Karol zasiadł na cesarskim tronie jako Karol VI. Gdyby posiadł również hiszpańską koronę, groziłoby to odrodzeniem dynastycznej potęgi europejskiej z czasów Karola V. Dla dbającej o polityczną równowagę sił w Europie Anglii było to nie do przyjęcia – w rezultacie nakłoniła ona Holandię i Austrię do zawarcia traktatu pokojowego. Natomiast pozycję negocjacyjną Francji poprawiło zwycięstwo odniesione pod Denain i odebranie Holendrom Douai jesienią 1712.
Mimo oporu ze strony nowego cesarza i Holendrów podpisano pokój w Utrechcie. Z perspektywy historycznej wydaje się on wielkim sukcesem, przynosząc spokój i stabilizację na większości obszarów Europy. Wprawdzie zmienił on jej mapę polityczną na zachodzie, odpowiadał jednak Ludwikowi XIV, pozostawiając na tronie madryckim Burbonów. Dla Hiszpanii był on upokarzający, oznaczając koniec ich burgundzko-habsburskiego imperium, za to otwierając szersze możliwości Brytyjczykom – strategiczne (Gibraltar) i handlowe. Król Słońce zmarł wkrótce, pozostawiając Francję wycieńczoną wojnami i z nadszarpniętym systemem władzy. Znaczne korzyści terytorialne odniosło za to państwo Habsburgów w wyniku postanowień osobnego pokoju, zawartego w Rastatt w marcu następnego roku.

## Skutki geopolityczne
W następstwie obu traktatów pokojowych większość stron wieloletniego europejskiego konfliktu osiągnęło zadowalające cele. Przede wszystkim uniknięto podziału Hiszpanii, a jej amerykańskie imperium kolonialne pozostało nietknięte. Ponadto utrata części terytoriów w Europie powstrzymała destrukcyjny gospodarczo odpływ pieniądza, pozwalając skierować główną uwagę i wysiłki na amerykańskie kolonie. Natomiast habsburskie cesarstwo powiększyło się hiszpańskimi terytoriami w Niderlandach i w Italii (Mediolan, Toskania, Sardynia i Neapol). Poważne korzyści odniosła niewielka Sabaudia, która znacznie powiększyła się terytorialnie: po pokonanej Hiszpanii przypadła jej Sycylia (wraz z tytułem królewskim), poza tym przyznano jej księstwo Montferrat oraz inne mniejsze nabytki w północnych Włoszech. Bardzo zyskała też prestiżowo, stając się zalążkiem procesu przyszłego jednoczenia Włoch pod berłem dynastii sabaudzkiej. Królewska godność władców Prus została ostatecznie uznana przez Francję i Hiszpanię. Największe korzyści odnieśli Brytyjczycy w postaci zdobyczy terytorialnych (Skały Gibraltarskiej i zdobytej w 1708 Minorki) oraz koncesji handlowych w koloniach hiszpańskich i portugalskich: długotrwale zagwarantowanych dostaw towarów i afrykańskich niewolników.

## Ważniejsze bitwy(chronologicznie)
- bitwa pod Carpi (9 lipca 1701)

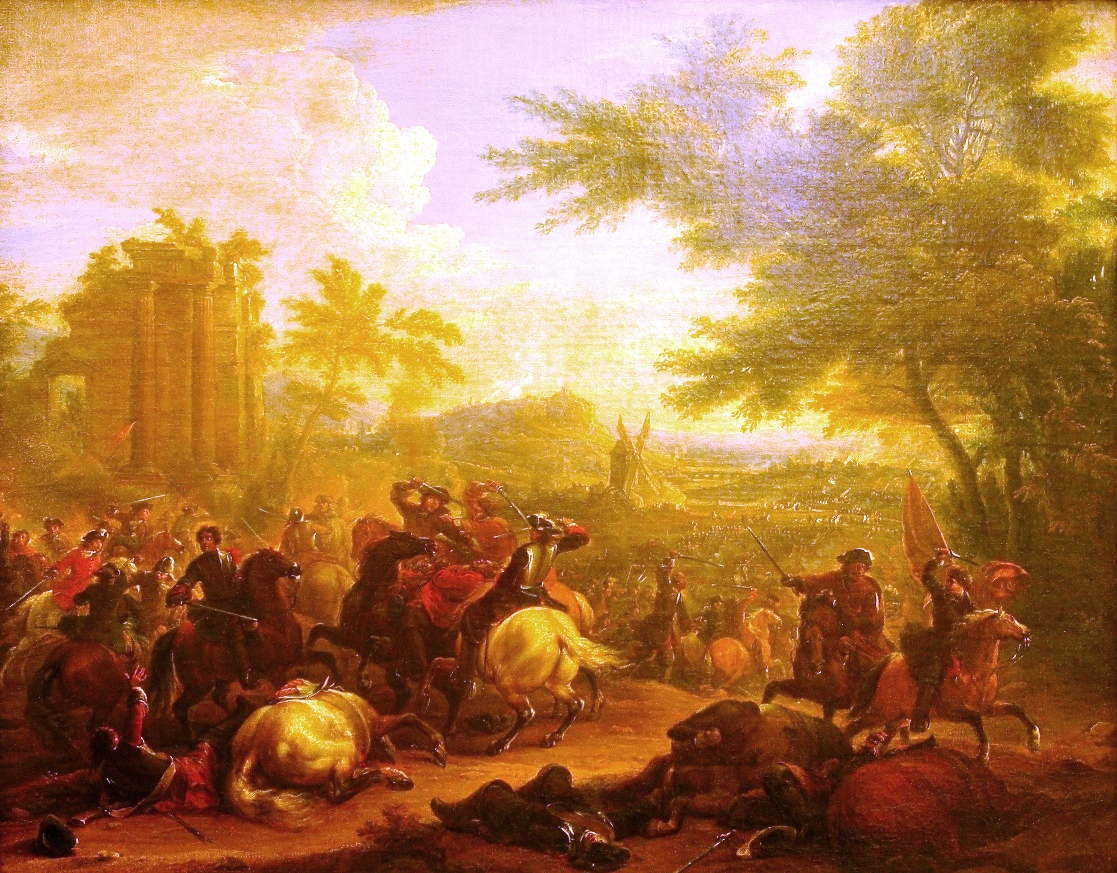
Walka kawalerii w bitwie pod Cassano

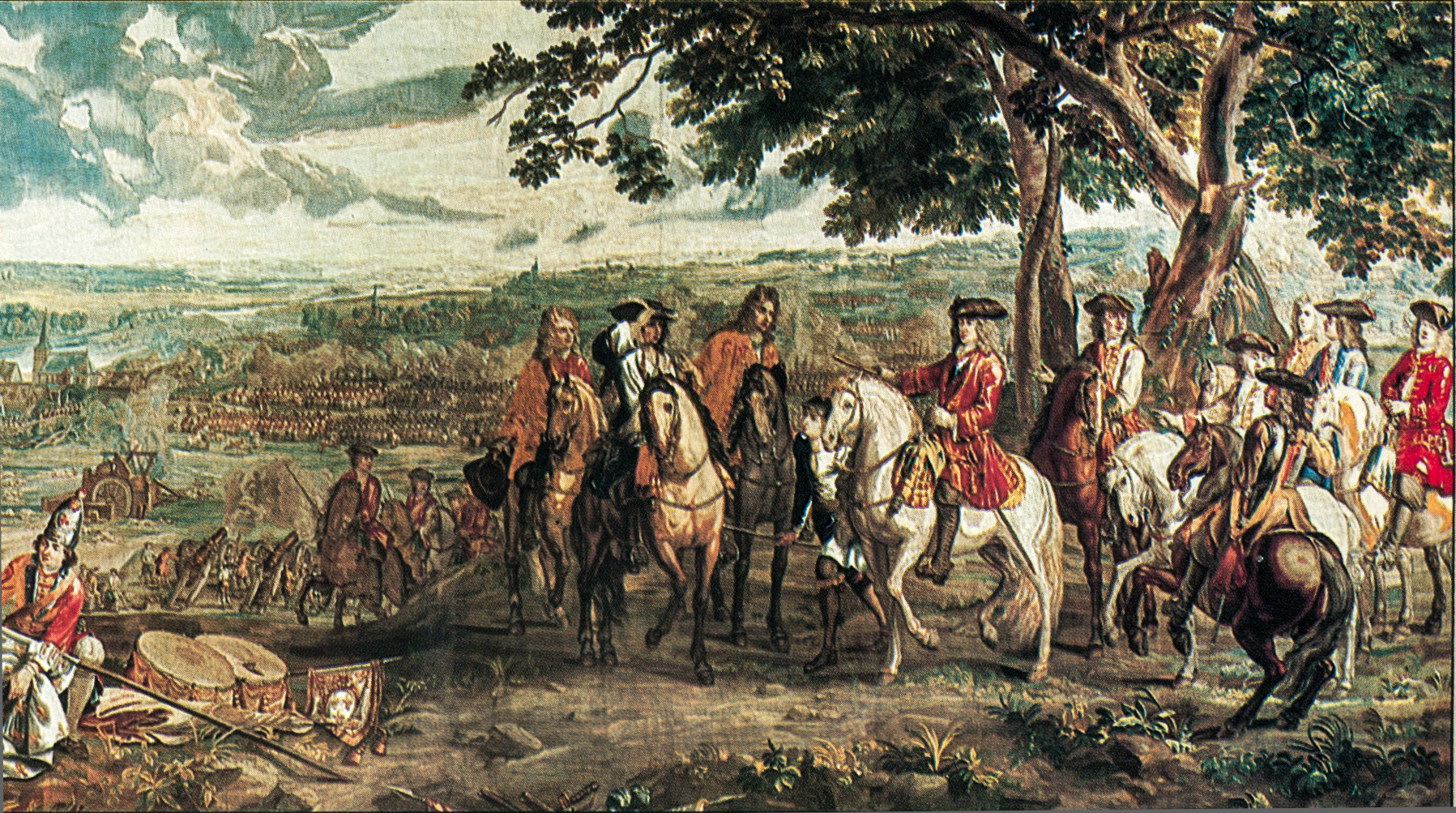
Kapitulacja Francuzów pod Blenheim

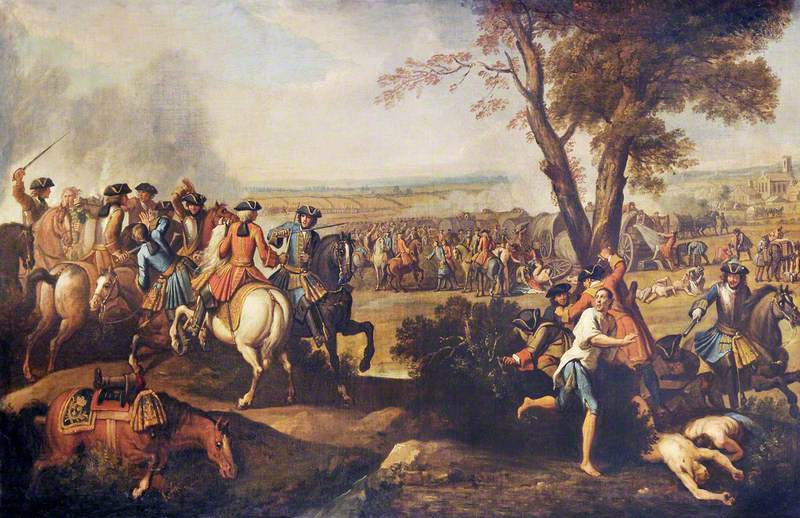
Pościg za Francuzami pod Ramillies

- bitwa pod Chiari (1 września 1701)
- bitwa o Cremonę (1 lutego 1702)
- bitwa pod Luzzarą (15 sierpnia 1702)
- oblężenie Kadyksu (23 sierpnia – 29 września 1702)
- bitwa pod Friedlingen (14 października 1702)
- bitwa morska w zatoce Vigo (23 października 1702)
- bitwa pod Höchstädt an der Donau (20 września 1703)
- bitwa nad Speyerbach (15 listopada 1703)
- bitwa pod Donauwörth [Schellenbergiem] (2 lipca 1704)
- oblężenie Villingen (16–22 lipca 1704)
- bitwa pod Blenheim [Höchstädt] (13 sierpnia 1704)
- bitwa morska pod Malagą (24 sierpnia 1704)
- bitwa pod Cassano (16 sierpnia 1705)
- bitwa pod Ramillies (23 maja 1706)
- bitwa pod Turynem (7 września 1706)
- bitwa pod Almansą (25 kwietnia 1707)
- oblężenie Tulonu (29 lipca – 21 sierpnia 1707)
- bitwa pod Oudenaarde (11 lipca 1708)
- bitwa pod Trenczynem (3 sierpnia 1708)
- oblężenie Lille (18 sierpnia – 11 grudnia 1708)
- bitwa pod Wijnendaal (28 września 1708)
- bitwa na La Gudiña (7 maja 1709)
- bitwa pod Malplaquet (11 września 1709)
- oblężenie Douai (22 kwietnia – 25 czerwca 1710)
- bitwa pod Almenar (27 lipca 1710)
- bitwa pod Saragossą (20 sierpnia 1710)
- bitwa pod Brihuegą (8–9 grudnia 1710)
- bitwa pod Villaviciosą (10 grudnia 1710)
- bitwa pod Denain (24 lipca 1712)
- oblężenie Douai (7 sierpnia – 8 września 1712)